# 江川伸幸
江川 伸幸（えがわ のぶゆき、1983年5月12日 -）は、地方競馬の船橋競馬場に所属していた元騎手である。

## 来歴
2001年3月31日付けで地方競馬騎手免許を取得。同年4月15日上山競馬第5競走C3条件戦ファイアーストームで初騎乗（9頭立て7番人気9着）。同年4月22日上山競馬第5競走C5二組条件戦を1番人気スキーミュージックで勝利し、初勝利（10頭立て）。上山時代の公式ニックネームは「ノブサップ江川」。
2002年10月15日第17回全日本新人王争覇戦出場（12人中4位）。同年11月10日第28回2歳優駿若駒賞をカガリボーイで優勝し、重賞初制覇（8頭立て1番人気）。
2003年地方競馬通算100勝達成。同年11月11日上山競馬廃止。廃止までの通算成績は1199戦127勝。
2004年船橋競馬に移籍。所属は波多野健厩舎。
2006年3月26日第3回中山2日目第7競走3歳500万下アケボノユウシャに騎乗し、中央競馬初騎乗（14頭立て13番人気11着）。
2008年11月1日付けで波多野健厩舎から川島正行厩舎へ所属変更。
2009年6月1日から7月30日までの予定で金沢競馬場において期間限定騎乗することが発表された。金沢での所属は佐藤茂厩舎。同年7月26日金沢競馬第1競走C4四組条件戦をスズプロフェッサーで勝利し、地方競馬通算200勝達成（10頭立て2番人気）。
2014年9月7日までは川島正行厩舎に所属していたが、同調教師の逝去に伴い、暫定的に川島正一厩舎に所属変更となった。10月11日から千葉県騎手会に所属。
2018年2月9日付けで騎手を引退した。引退後は地方競馬全国協会の職員となる。
通算成績は地方競馬3757戦300勝、中央1戦0勝。

## 主な騎乗馬
- カガリボーイ（2002年2歳優駿若駒賞）
- ワタリオーカン（2003年若草賞）
- グリーンヒルソング（2006年ローレル賞2着）